# Вперёд (газета, Сергиев Посад)
«Вперёд» — еженедельная официальная газета Сергиево-Посадского городского округа Московской области. Одно из старейших изданий Московской области.
Распространяется на территории всего Сергиево-Посадского городского округа путём подписки, розничной продажи, доставки во все официальные учреждения, выкладки на стойки. Выходит 2 раза в неделю — в пятницу и в среду — на 12—16 полосах в полном цвете.
В издании публикуются различные важные для района события, полезные советы, истории, интересные личности, знаменательные события, факты и комментарии, письма читателей, телепрограмма, сканворды и анекдоты; также публикуются приложения «Кипяток», «Краеведческий вестник», «Благовест Радонежья».
Наибольший (кроме рекламных спецвыпусков) тираж газета имела на рубеже 1980—1990-х годов: издание получали более 30 тысяч подписчиков. В настоящее время тираж «Вперёд» составляет около 7 000 экземпляров.

## История
Издание было основано в 1918 году под названием «Трудовая неделя», первый номер вышел 23 июля того же года. Она выходила один раз в неделю на 8 страницах журнального формата под лозунгом «Пролетарии всех стран, соединяйтесь!».
На страницах «Трудовой недели» на втором году её издания появилась первая комсомольская страничка «Красная молодёжь». С 1 ноября 1921 года была открыта подписка на газету: цена за месяц — 1500 рублей, одного номера в розницу — 300 рублей. В конце 1921 года тираж упал с 1000 экземпляров до 500.
Газета «сразу же была революционной» и выходила до 17 декабря 1921 года. Тогда она прекратила существование в связи с многими экономическими причинами, поскольку её тираж упал до 500 экземпляров, она была не всем доступна и на закрытие повлияло трудное положение в стране. Всего вышло 155 номеров издания.
7 ноября 1922 года вышел первый номер газеты «Плуг и молот» — еженедельный орган Сергиевского уездного Комитета РКП(б), Исполнительного Комитета Совета рабочих, крестьянских и красноармейских депутатов и бюро профсоюзов. Ответственным редактором работал И. Захаров, редакция размещалась в центре города Сергиева. Газета «Плуг и молот» выходила с трудом, её печатная база только развивалась: за год в газете не появилось ни одной фотографии, а скромные иллюстрации были в редких номерах. Официально считается, что «Плуг и молот» издавался с января 1923 года.
С 1930 года газета получила название «Вперёд» и сохранила его до настоящего времени. Издание стало органом Загорского райкома партии, райисполкома и райпрофсовета. За первые семь месяцев тираж газеты вырос до 4000 экземпляров. До 1950 года тираж колебался от 4000 до 6500 экземпляров.
В годы Великой Отечественной войны издание выходило на двух полосах 4 раза в неделю, некоторое время 6 раз в неделю. Номер от 22 июня 1941 года был последним «мирным номером». Спустя два дня заголовки газеты «Вперёд» стали призывать советский народ идти на фронт. На полосах издания в военное время часто публиковались военные сводки и письма земляков. 11 мая 1945 года, в связи с победой над Германией, вышел первый спецномер, где газета соориентировала своих читателей на «мирный самоотверженный труд».
В послевоенное время редакторами газеты были В. Боровкова, В. Матчин, А. Евстафьев, В. Голованов, В. Мусатов. Газета печаталась в Загорской типографии, оформлялась фотохроникой ТАСС снимками местных фотографов В. Беляева, Е. Даниловой, Е. Плющевой, рисунками А. Зубова, Ю. Пименова, Ю. Узбякова.
С 1961 по 1965 годы главными редакторами издания являлись Г. Г. Белов и Н. В. Аникин. В 1963 году при газете «Вперёд» была организована школа журналистики, стали обучаться 40 нештатных корреспондентов газеты, получившие через два года свои удостоверения.
22 мая 1965 года Александра Николаевна Богданова стала главным редактором на 13 лет, что внесло большой вклад в развитие газеты. Творческий коллектив уделял особое внимание краеведению, образованию, патриотическому воспитанию, культуре. В издании работали такие журналисты как А. Малыгин, Н. Царапкин, фотографы Ф. Блинов, Н. Стрижов, Н. Кривенко. К 1973 году тираж издания достиг 23 900 экземпляров.
В газете постоянно присутствовали рубрики «Иду на зов письма», «Читатель предлагает», «Почта редакции», «По следам неопубликованных писем», «По следам наших выступлений». За год в редакцию приходило до 3 000 писем.
С 1978 по 1980 год главным редактором газеты «Вперёд» являлся А. В. Диенко. При нём изменился дизайн газеты, улучшилось качество печати. За оформление «Вперёд» становилась неоднократным призёром профессиональных конкурсов. Известный искусствовед В. Десятников 20 лет сотрудничал с газетой. Постоянно публиковались стихи поэтов А. Чикова, А. Исаева и проза А. Дорохова.
В марте 1980 года главным редактором газеты был назначен Вячеслав Витушкин, который руководил творческим коллективом 18 лет. В период его руководства издание побеждало в региональных конкурсах, посвящённых социалистическому соревнованию, военно-патриотическому воспитанию, деятельности народного контроля и жизни молодёжи. В то время в редакции работали такие журналисты как Ю. Любопытнов, В. Хованович, Е. Галкина, К. Кальянова, Н. Жигулёв, А. Малыгин, Н. Журавлёва, Л. Войткова и С. Аникиенко. При редакторе Витушкине тираж газеты доходил до 40 тысяч экземпляров.
В 1980-х годах, в связи с началом перестройки, «Вперёд» ввела новые рубрики: «Письма о перестройке», «Взгляд на перестройку», «Коллективный подряд — на село». Газета вела широкую кампанию вела газета за трезвый образ жизни.
В декабре 1990 года учредителем «Вперёд» стал трудовой коллектив и исполнительный комитет. С большим трудом её удалось зарегистрировать самостоятельно, без горкома партии. В этом редакции помогли депутат районного Совета Сергей Крыжов и Союз журналистов Подмосковья.
Однако ближе к концу года в газете «Вперёд» произошёл раскол. Половина сотрудников вышла из состава редакции, решив отстаивать «старые» взгляды. В результате в районе появились две газеты: демократически настроенная «Вперёд» и недолго просуществовавший консервативно-патриотический «Колокол» (первый номер издания вышел 16 февраля 1991 года).
Вскоре сотрудники «Вперёд» начали самостоятельно заниматься коммерческой деятельностью. Заместителем редактора по этому направлению была назначена Лариса Войткова. Редакция с помощью исполкома купила собственные киоски, где различные издания продавали СМИ и другую литературу, тем самым зарабатывая себе на жизнь. Спустя время коммерческому отделу газеты «Вперёд» удалось выиграть грант на приобретение компьютеров. После этого газета стала выходить в новой, современной форме и неоднократно признавалась победителем различных конкурсов, как по оформлению, так и по содержанию.
Со временем газета «Вперёд» стала практически самоокупаемой. Это не понравилось местным властям, куда в итоге вошли бывшие руководители горкома партии. Для коллектива начались непростые времена, и, чтобы не загубить газету окончательно, Вячеслав Витушкин, пробывший больше всех на посту главного редактора газеты «Вперёд», после перенесённого им инфаркта обратился в отдел печати и информации исполкома, после чего часть журналистов покинула издание.
Газета «Вперёд» существует до сих пор и издаётся на 16 полосах. Директором является Наталья Андреева, а главным редактором — Светлана Гирлина . Нынешний учредитель газеты — администрация Сергиево-Посадского городского округа.
В 2018 году газета отметила 100-летний юбилей.

## Рубрики
В газете «Вперёд» читатели могут ознакомиться с такими рубриками, как:
- Муниципально-правовые акты. Здесь публикуется свежая информация о законодательных нововведениях, об их юридических особенностях и мнения экспертов по данной теме.
- Конкурсы и котировки. Газета «Вперёд» постоянно проводит читательские конкурсы с ежемесячным розыгрышем призов.
- Районные новости. Самый большой раздел, где освящаются наиболее значимые для района события.
- Люди и события. В этом разделе публикуются интересные истории из жизни знаменитостей и просто неординарных людей. Также здесь представлена афиша со списком знаменательных событий района: кинопоказы, выставки, ярмарки, концерты.
- Политика. Рубрика освещает актуальные вопросы о действии властей, новости Государственной думы, деятельность политических партий и их лидеров.
- Реклама. В этом довольно большом блоке публикуются коммерческие и частные объявления.
- Деловая информация[6].

## Главные редакторы
- Александра Николаевна Богданова (1964—1978);
- Анатолий Валентинович Диенко (1978—1980);
- Вячеслав Васильевич Витушкин (1980—1997);
- Елена Сергеевна Галкина (1997—2001);
- Галина Александровна Серова;
- Галина Николаевна Ужастина;
- Андрей Борисович Жданкин;
- Алексей Александрович Василивецкий (до 2009[10]);
- Наталья Николаевна Андреева (2009—2023)[11].
- Светлана Владимировна Гирлина